# Iż-Żerqa
Iż-Żerqa, även kallat Blue Hole, är ett blått hål i republiken Malta. Det ligger i kommunen San Lawrenz på ön Gozo, 30 kilometer nordväst om huvudstaden Valletta. 